# Diego Renan
Diego Renan de Lima Ferreira (Surubim, 26 gennaio 1990) è un calciatore brasiliano, difensore svincolato.

## Caratteristiche tecniche
Può giocare sia sulla fascia destra, sia sulla fascia sinistra.
Nel 2010 è stato inserito nella lista dei migliori calciatori nati dopo il 1989 stilata da Don Balón.

## Carriera
Nel 2009 al Cruzeiro disputa 30 partite mettendo a segno 3 gol. Nel 2010 disputa 14 partite mettendo a segno un solo gol.
Nel suo Palmarès vanta il Brasileirão Sub-20 e il Campionato Mineiro vinto nel 2008 e 2009.

## Palmarès

### Club

#### Competizioni statali
- Campionato Mineiro: 2

Cruzeiro: 2008, 2009
- Campionato Catarinense: 1

Chapecoense: 2017

#### Competizioni nazionali
- Campionato brasiliano: 1

Cruzeiro: 2013